# Gentianella laevicalyx
Gentianella laevicalyx är en gentianaväxtart som först beskrevs av Josef  Rohlena, och fick sitt nu gällande namn av Josef Rohlena. Gentianella laevicalyx ingår i släktet gentianellor, och familjen gentianaväxter. Inga underarter finns listade i Catalogue of Life.